# دوواپ کین
دانلد جورج رافین (به انگلیسی: Donald George Ruffin؛ زادهٔ ۲۱ فوریهٔ ۲۰۰۲) مشهور به دوواپ کین (به انگلیسی: Duwap Kaine) رپر، خواننده-ترانه‌پرداز اهل ساوانا، جورجیا می‌باشد. اپ به‌خاطر پروژه‌های خود به نام‌های آندرداگ و بد کید فرام د ۴ شناخته می‌شود و به‌دلیل همکاری‌هایش با تهیه‌کنندهٔ موسیقی پیر بورن در اوایل حرفهٔ خود نیز مورد توجه قرار گرفته است.